# Darren Aronofsky
Darren Aronofsky (* 12. února 1969, Brooklyn, New York) je americký filmový režisér, scenárista, filmový producent a environmentalista. Jeho filmová tvorba získala pozornost a uznání díky častému surrealistickému znázornění reality, silnému pocitu zneklidnění přenášenému na diváky a pravidelné spolupráci s kameramanem Matthew Libatiquem, střihačem Andrew Weisblumem a skladatelem Clintem Mansellem.

## Mládí
Narodil se v Brooklynu v New Yorku americkým Židům, Abrahamovi "Abe" Aronofskymu a Charlottě. Oba byli učitelé. Jeho otec učil vědu a byl děkanem na Bushwick High School.
Je absolventem Edward R. Murrow High School, během studií byl vybrán k návštěvě Kempu vycházejícího Slunce, mezinárodního letního programu nadace Louise Augusta Jonase. Po předčasném absolvování cestoval po šest měsíců po Středním východě, Evropě a Guatemale a v roce 1987 vstoupil na Harvardovu univerzitu, kde studoval antropologii, živý film a animaci. V jeho absolventském filmu, Supermarket Sweep, hrál jeho spolužák a kamarád Sean Gullette. Film byl finalistou Studentských Oscarů roku 1991. V roce 1991 promoval s vyznamenáním, později navštěvoval Konzervatoř AFI, ale po prvním roce byl vyhozen i přes protesty spolužáků.
Aronofsky studoval Harvardovu univerzitu, kde se věnoval studiím filmových věd a sociální antropologii. Dále studoval na Americkém Filmovém Institutu obor filmové režie. Získal několik ocenění za svou závěrečnou studijní práci, kterou byl film Supermarket Sweep. S touto prací se stal jedním z finalistů National Student Academy Award. 

## Tvorba
Jeho prvním celevečerním režijním debutem byl surrealistický psychologický thriller Pi, natočený v listopadu roku 1997. Nízkorozpočtový film s rozpočtem pouhých 60.000 $ a hlavní rolí pro Seana Gullettea byl prodán za 1 milion dolarů společnosti Artisan Entertainment a vydělal více než 3 miliony dolarů.
Za tento film Aranofsky získal na filmovém festivalu Sundance v roce 1998 cenu za režii a Independent Spirit Award za nejlepší první realizovaný scénář. V jeho filmografii následuje film Requiem za sen, který vychází ze stejnojmenné knižní novely Huberta Selby. Psychologické drama získalo skvělé kritické ohlasy a nominaci na Cenu Akademie za herecký výkon ve vedlejší roli pro Ellen Burstynovou. Následovala příležitost ujmout se režie filmů na motivy komiksů Batman a napsání scénáře k horroovému filmu z období II. světové války s názvem Below. Aranofsky se však pustil do příprav jeho třetího filmu Fontána, který je dramatem s prvky sci-fi a fantasy. Recenze diváků i odborné veřejnosti byly smíšené, výdělky nesplnily očekávání, ale film v hlavních rolích s Rachel Weisz a Hugh Jackmanem si získal mezi částí filmových diváků kultovní status.
Čtvrtým Aranofského filmem se stalo sportovní drama Wrestler, již opět zaujalo odbornou veřejnost a nadšených ohlasů hlavně na představitele hlavních rolí. Mickey Rourke a Marisa Tomeiovou získali za své herecké výkony nominace na Cenu Akademie. V roce 2010 byl Aranofsky výkonným producentem filmu Fighter a pracoval na svém pátém celovečerním filmu Černá labuť. Film s Natalií Portmanovou získal pět nominací na Ceny Akademie včetně ceny za Nejlepší režii a ceny za Nejlepší film. Získal také nominaci na cenu za Nejlepší režii na Zlatých Glóbech. 
Dalším dokončeným celovečerním filmem byl biblický epos Noe, který byl do kin uveden 28. března 2014. Následně bylo uvedeno jeho drama matka! v hlavních rolích s Jennifer Lawrenceovou a Domhnallem Gleesonem. Po delší odmlce natočil a uvedl úspěšný snímek Velryba s Brendanem Fraserem v roli obtloustlého učitele, za který získal herec Oscara. Posledním uvedeným filmem je komedie Život v hajzlu.

## Styl
Jeho filmy jsou častým zdrojem kontroverze a jsou známy pro časté násilné a bezútěšné vyústění. „Téma šesti Aranofského filmů natočených mezi lety 1998 až 2014 lze shrnout a vztáhnout k tématům hledání dokonalosti, štěstí, lásky či bojem s publicitou, odcizením a tíhou vlastní zodpovědnosti.“

## Filmografie
| Rok  | Název filmu         | Role                           | Poznámky                                  |
| ---- | ------------------- | ------------------------------ | ----------------------------------------- |
| 1990 | Supermarket Sweep   | režisér                        | studentský film; nikdy nebyl distribuován |
| 1993 | Protozoa            | režisér                        | studentský film; nikdy nebyl distribuován |
| 1998 | Pí                  | režisér, producent, scenárista |                                           |
| 2000 | Requiem za sen      | režisér, scenárista            |                                           |
| 2002 | Hlubina             | producent a scenárista         |                                           |
| 2006 | Fontána             | režisér, scenárista            |                                           |
| 2008 | Wrestler            | režisér, producent             | vítěz ceny Zlatý lev 2008                 |
| 2010 | Černá labuť         | režisér                        |                                           |
| 2010 | Fighter             | producent                      |                                           |
| 2014 | Noe                 | režisér, producent, scenárista |                                           |
| 2015 | Probuzená posedlost | producent                      |                                           |
| 2016 | Jackie              | producent                      | v České republice uveden v r. 2017        |
| 2017 | Aftermath           | producent                      |                                           |
| 2017 | matka!              | režisér, producent, scenárista |                                           |
| 2022 | Velryba             | režisér, producent, scenárista |                                           |
| 2025 | Život v hajzlu      | režisér, producent             |                                           |

## Osobní život
Byl zasnouben s anglickou herečkou Rachel Weiszovou. Začali se scházet v roce 2002 a mají syna Henryho Chance, který se narodil 31. května 2006 v New Yorku. Pár bydlí v Brooklynu. Rozešli se v roce 2010. Jeho výchova byla poznamenána židovským původem.